# Zip Gun Boogie
"Zip Gun Boogie" é uma canção da banda britânica de rock T. Rex, escrita por Marc Bolan e lançada como single em 1º de novembro de 1974 pela EMI Records. Originalmente, foi lançada no Reino Unido como um single solo de Bolan. Em outros países, o single foi creditado ao 'T. Rex' (ou 'Marc Bolan & T. Rex'); quase todos os relançamentos creditam-na exclusivamente à banda. A faixa e seu lado B, "Space Boss", aparecem no álbum Bolan's Zip Gun.
O single permaneceu na tabela musical britânica por um total de três semanas, chegando ao número 41, tornando-se o single mais fraco do T. Rex durante a vida de Bolan.